# Пункин, Яков Григорьевич
Я́ков Григо́рьевич Пункин (8 декабря 1921, Запорожье, УССР — 12 октября 1994, Запорожье, Украина) — советский борец греко-римского стиля, олимпийский чемпион 1952 года в лёгком весе, чемпион СССР в 1949—1951 в полулёгком, 1954—1955 в лёгком весе. Заслуженный мастер спорта СССР (1952). Первый выходец с Украины, ставший олимпийским чемпионом.

## Биография
Яков Пункин родился в 1921 году в Запорожье, в еврейской семье. Отец Якова — Григорий был портовым грузчиком, в 1924 году стал победителем в соревнованиях по французской борьбе Екатеринославской губернской спартакиады. Закончив семь классов Яков пошёл работать токарем на завод имени Войкова. Увлёкшись французской борьбой с 1934 года стал заниматься в секции Алексея Фешотта, с которым был знаком отец Якова. В 1938 году вошёл в десятку лучших спортсменов Днепропетровской области. В это же время Яков переходит работать на завод имени Баранова.
В 1940 году окончил Киевскую школу тренеров. В 1940 году стал серебряным призёром первенства Украины, в 1941 году выиграл первенство Украины.
В апреле 1941 года был призван в РККА и направлен в танковую школу в Волковыск. В первые же дни войны под Минском попал в плен. До лета 1942 года находился в лагере для военнопленных Фуллен на северо-западе Германии, а после переведён в концлагерь возле города Оснабрюк, откуда был направлен для выполнения сельскохозяйственных работ. Во время нахождения в плену выдавал себя за осетина-мусульманина.
Дважды неудачно пытался бежать из плена.
В 1945 году находился в лагере Меппен, откуда и был освобождён из плена и в течение трёх лет проходил военную службу в Магдебурге, возобновив в этот период занятия борьбой. В 1947 году стал чемпионом Вооружённых сил по классической борьбе.
Демобилизовавшись, Пункин возвращается в Запорожье, где начинает в свободное время работать тренером по борьбе в ДСО «Большевик». В 1948 году в Запорожье проводят чемпионат СССР по классической борьбе в полулёгкой и тяжёлой весовых категориях. Соревнования проходили в театре имени Щорса. В этих соревнованиях Пункин занял шестое место. 30 мая 1949 года Яков становится чемпионом СССР.
В олимпийскую сборную был включён будучи уже трёхкратным чемпионом СССР, мастером спорта СССР, участником 18 международных схваток при одной проигранной.
Пункин мастерски владел тактикой «взрыва», когда борец прибегает к проведению приёмов или комбинаций не постоянно, а эпизодически, неожиданно для противника. Коньком Пункина был бросок прогибом («винт»), исполнявшийся с резким изменением траектории броска уже после его начала (бросок против хода зашагивания). По воспоминаниям тренера Марка Португала сложности соперникам в борьбе с Яковом придавал и его нервный тик: слегка подёргивающееся плечо и часть лица. Сопернику казалось, что бросок будет в одну сторону, а Яков внезапно разворачивал в другую.

## Победа на Олимпийских играх 1952
На Летних Олимпийских играх 1952 года в Хельсинки боролся в весовой категории до 62 килограммов (полулёгкий вес). В предварительных схватках:
- в первом круге на 11:17 тушировал Антуана Мерля[англ.] (Франция);
- во втором круге не выступал;
- в третьем круге по решению судей со счётом 3-0 выиграл у Сафи Таха[англ.] (Ливан);
- в четвёртом круге по решению судей со счётом 3-0 выиграл у Хасана Бозбея[англ.] (Турция).

По тогда существующим правилам трое борцов, набравших наименьшее количество штрафных баллов в предварительных схватках, выходили в финал, где разыгрывали награды между собой.
- В схватке с Имре Пойяком (Венгрия) тушировал его на 1:26
- В схватке с Абдель Ахмедом Аль-Рашидом (Египет) тушировал его на 3:28, став, таким образом, олимпийским чемпионом.

Во время Олимпиады финские журналисты назвали Якова «человек без нервов».
Существует миф, что якобы после финальной схватки, когда судья поднял руку Якова, там виден был номер, оставшийся от концлагеря, и номер из той же серии оказался на руке и у закатавшего свой рукав судьи, который оказался бывшим заключённым того же лагеря. Об этом рассказывала, к примеру, Нина Пономарёва, также олимпийская чемпионка 1952 года. Ученик Пункина, Валерий Смирнов, опровергает легенду, отмечая, что никаких номеров у Пункина на руках не было, а судьёй в том поединке был швед.

## После Олимпиады
По результатам Олимпийских игр Якову Пункину было присвоено звание Заслуженного мастера спорта СССР (1952).
Якова Пункина за его борцовский стиль называли «молния на ковре».
Яков Пункин является пятикратным чемпионом СССР (1949, 1950, 1951, 1954, 1955), бронзовым призёром первенства СССР (1952, 1956). Двукратным победителем первенств, проводимых в рамках Всемирных фестивалей молодёжи и студентов. На чемпионате мира 1953 года Я. Пункин занял пятое место.
В 1939—1940 годах выступал за «Динамо» (Запорожье), в 1948 году — за вооружённые силы, в 1949—1950 годах — за ДСО «Большевик» (после — ДСО «Искра»), в 1951—1957 — за ДСО «Металлург» комбината «Запорожсталь», в 1958—1960 годах — за ДСО «Авангард» (Запорожье). В 1961 году перешёл на тренерскую работу, работал в ДСО «Металлург», а потом — в ДСО «Буревестник». Судья всесоюзной категории. Награждён медалью «За трудовую доблесть». Среди учеников Пункина — Валерий Лаврушко, Анатолий Николин, Юрий Никитченко, Виктор Химич, братья Тимченко, Виктор Трубчанинов.
Умер в 1994 году, похоронен на Первомайском кладбище в Запорожье (изначально был похоронен на окраине и только после привлечения внимания к ситуации перезахоронен на центральной аллее). В Израиле проживает сын Якова — Григорий.

## Память

Памятник Якову Пункину в парке «Трудовой славы» в Запорожье

Памяти Якова Пункина проводится открытый Кубок Донецкой области по вольной борьбе среди мужчин и женщин.
В декабре в Запорожье проводятся турниры, приуроченные ко дню рождения Якова Пункина.
- Так, в 2009 году во дворце спорта «Юность» прошёл 25-й Открытый Кубок области по вольной борьбе среди мужчин и женщин, посвящённый памяти Якова Пункина, в котором приняли участие около 80 спортсменов[26].
- В 2011 году в легкоатлетическом манеже комбината «Запорожсталь» прошёл фестиваль греко-римской, вольной и женской борьбы, посвящённый 90-летию Якова Пункина, в котором приняли участие свыше 300 борцов[25][27][28].
- В 2012 году в Запорожье был проведён мемориал памяти Якова Пункина по греко-римской и вольной борьбе. В классическом стиле в мемориале приняли участие 130 борцов в 24 весовых категориях трёх возрастов (1998—1999, 2000—2002, 2003—2005 г. р.)[29]
- В 2013 году городским советом было принято решение присвоить имя Пункина одной из новых улиц в посёлке Мостоотряд-7 Хортицкого района. Однако, ни одна из улиц в посёлке Мостоотряд-7 так и не получила имя Пункина. В 2017 году президент городской федерации греко-римской борьбы, заслуженный тренер Украины Валерий Смирнов предложил дать имя Пункина одной из улиц в центре Запорожья. В частности, к переименованию была предложена улица Дивногорская, которая начинается возле Запорожского областного спортивного интерната[30].
- В 2018 году Яков Пункин был включён в Международный еврейский спортивный зал славы[31].

## Награды
- Медаль «За трудовую доблесть» (27.04.1957) — «за успехи, достигнутые в деле развития массового физкультурного движения в стране, повышения мастерства советских спортсменов, и успешное выступление на международных соревнованиях»[32]